# Oldenlandia drymarioides
Oldenlandia drymarioides là một loài thực vật có hoa trong họ Thiến thảo. Loài này được (Standl.) Terrell mô tả khoa học đầu tiên năm 1985.